# Équipe de Tunisie de football en 2008
L'équipe de Tunisie de football participe en 2008 à la CAN 2008 au Ghana et au début des qualifications pour la coupe du monde 2010 en Afrique du Sud et de la CAN 2010 en Angola.
Cette année marque la fin de l'« ère Lemerre » passablement critiquée, notamment par les médias et la presse ; son contrat n'est ainsi pas reconduit. Il est remplacé le 1er juillet par le Portugais Humberto Coelho.

## Matchs
| Date             | Stade                                              | Adversaire     | Score | Comp      | Buteurs tunisiens                                           |
| 6 janvier 2008   | Stade olympique de Radès Radès, Tunisie            | Zambie         | 1-2   | A         | Chikhaoui 48e                                               |
| 8 janvier 2008   | Stade olympique de Radès Radès, Tunisie            | Zambie         | 1-0   | A         | Chikhaoui 79e                                               |
| 23 janvier 2008  | Tamale Stadium Tamale, Ghana                       | Sénégal        | 2-2   | CAN       | Jemâa 9e, Traoui 82e                                        |
| 27 janvier 2008  | Tamale Stadium Tamale, Ghana                       | Afrique du Sud | 3-1   | CAN       | Santos 8e 34e, Ben Saada 31e                                |
| 31 janvier 2008  | Tamale Stadium Tamale, Ghana                       | Angola         | 0-0   | CAN       |                                                             |
| 4 février 2008   | Tamale Stadium Tamale, Ghana                       | Cameroun       | 2-3   | CAN       | Ben Saada 33e, Chikhaoui 81e                                |
| 26 mars 2008     | Stade Robert-Bobin Évry, France                    | Côte d'Ivoire  | 2-0   | A         | Belaïd 54e, Felhi 79e                                       |
| 1er juin 2008    | Stade olympique de Radès Radès, Tunisie            | Burkina Faso   | 1-2   | QCM + QCA | Belaïd 38e                                                  |
| 7 juin 2008      | Unity Stadium Victoria, Seychelles                 | Seychelles     | 0-2   | QCM + QCA | Jemâa 9e, Ben Saada 44e                                     |
| 15 juin 2008     | Stade du Prince Louis Rwagasore Bujumbura, Burundi | Burundi        | 0-1   | QCM + QCA | Jaïdi 70e                                                   |
| 21 juin 2008     | Stade olympique de Radès Radès, Tunisie            | Burundi        | 2-1   | QCM + QCA | Ben Saada 30e, Jemâa 44e                                    |
| 20 août 2008     | Stade Mustapha-Ben-Jannet Monastir, Tunisie        | Angola         | 1-1   | A         | Chermiti 35e                                                |
| 6 septembre 2008 | Stade du 4-Août Ouagadougou, Burkina Faso          | Burkina Faso   | 0-0   | QCM + QCA |                                                             |
| 11 octobre 2008  | Stade olympique de Radès Radès, Tunisie            | Seychelles     | 5-0   | QCM + QCA | Essifi 5e 68e, Mikari 18e, Ben Frej 20e, Ben Khalfallah 43e |
| 14 octobre 2008  | Stade de France Saint-Denis, France                | France         | 3-1   | A         | Jemâa 30e                                                   |
| 19 novembre 2008 | Ohene Djan Stadium Accra, Ghana                    | Ghana          | 0-0   | A         |                                                             |